# Strangelove (Metal Gear)
La dottoressa Strangelove, anche nota al maschile come Dr. Strangelove, è un personaggio della serie di videogiochi Metal Gear ideata da Hideo Kojima. Compare principalmente in Metal Gear Solid: Peace Walker, ma il suo personaggio riveste un ruolo decisivo in un ben più vasto arco della saga, come emerge soprattutto in Metal Gear Solid V: The Phantom Pain.

## Biografia
Essendosi notevolmente distinta, già in tenera età, con le materie logico-matematiche, Strangelove fu assunta presso l'agenzia NASA degli Stati Uniti per collaborare al progetto Mercury. In tale occasione incontrò The Boss e il dottor Emmerich, i quali avrebbero avuto un'influenza decisiva sulla sua vita e, in seguito, sulla sua morte.
Il suo vero nome è ignoto, difatti, come spiegato nell'Archivio missioni di Metal Gear Solid: Peace Walker (2010), "Strangelove" è un soprannome attinto dal film Il dottor Stranamore (Dr. Strangelove, 1964), appioppatole dai suoi colleghi mentre lavorava all'ARPA. Sebbene amasse i film di Kubrick, capì che tale soprannome le era stato dato soprattutto per schernire il suo interesse omosessuale per le donne, palesato dal fatto che ella teneva una foto di The Boss sulla scrivania.
La sua infatuazione per The Boss era a senso unico. Ad ogni modo, quando la sua eroina fu uccisa da Naked Snake, Strangelove fu invasa dalla rabbia, oltre che dalla gelosia – poiché sospettava che Snake avesse amato The Boss in segreto – non accettando assolutamente l'idea che The Boss avesse tradito l'America. Strangelove aveva bisogno di risposte e, per averle, voleva ricreare artificialmente la personalità della sua eroina, così, quando fu assegnata dalla CIA al progetto Peace Walker con il compito di programmare l'IA che occorreva alla realizzazione di tale progetto, ella modellò l'IA sulla personalità di The Boss. In seguito, appacificatasi con Snake, entrò a far parte dello staff della Mother Base ai Caraibi, dove rincontrò Huey Emmerich e diede vita con lui all'arma bipede "Metal Gear ZEKE". Vivendo alti e bassi con Huey, che le faceva timidamente la corte, Strangelove si allontanò dai Caraibi prima della distruzione della Mother Base. Quindi la DARPA, capeggiata da Sigint, la rintracciò e le fece programmare un sistema avanzato di IA – basato sulla vecchia IA di The Boss, recuperata dal lago Cocibolca, ma con significative modifiche rispetto ad essa – per instaurare nel mondo il disegno di Zero. Diventava così operativo quello che avrebbe fatto storia come il Sistema di IA dei Patriots.
Avvenne poi un nuovo e decisivo incontro tra Strangelove e Huey, i quali, collaborando con Skull Face alla creazione del nuovo Metal Gear "Sahelanthropus", instaurarono fra loro una relazione che portò alla nascita di Hal (nome presumibilmente attinto da HAL 9000, del quale Strangelove aveva parlato con entusiasmo nell'Archivio missioni di Peace Walker). Tuttavia, la coppia entrò in crisi quando Huey volle inserire Hal nell'abitacolo del Sahelanthropus: Strangelove si oppose e, rimasta chiusa nel pod IA di The Boss, fu lasciata morire là, da Huey, di asfissia.
Nella Registrazione finale del pod IA, ascoltabile in Metal Gear Solid V: The Phantom Pain (2015), Strangelove si rivolge all'intelligenza artificiale di The Boss, "affidandole" Hal e rivelando che – nella nuova IA dei Patriots – ella ha messo «un "uovo". E quando qualcuno lo troverà... Quando lo decifreranno... Nulla potrà fermarti. Il mondo che hai immaginato diventerà reale», con evidente riferimento alla distruzione informatica dei Patriots che avverrà in Metal Gear Solid 4: Guns of the Patriots.